# Moppel

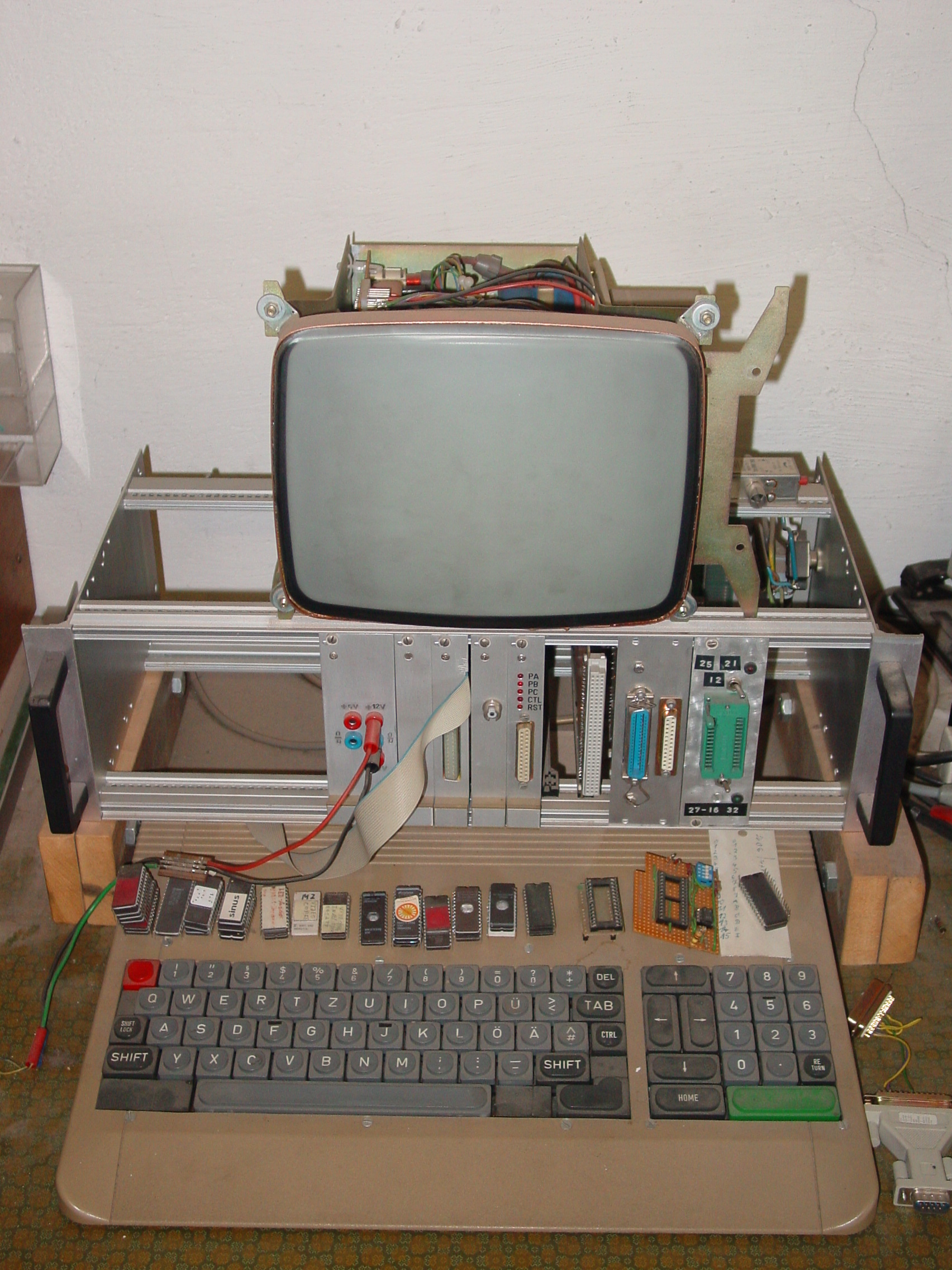
Funktionstüchtig aufgebauter MOPPEL

Der MOPPEL, Kurzbezeichnung für „Modulares Prozessor-Programm der ELO“, war ein Mikrocomputer-Selbstbauprojekt, das in den Jahren 1982 bis 1984 in zahlreichen Ausgaben der deutschen Elektronik-Fachzeitschrift ELO beschrieben wurde. Autor war Reinhard Gößler.

## Details
Der MOPPEL war modular um einen mit 4 MHz getakteten Intel 8085A organisiert und besaß in der Grundversion eine achtstellige Siebensegmentanzeige nebst Hex-Tastatur, 2 kB RAM und 4 kB ROM. Als Massenspeicher wurde ein Kassettenrekorder verwendet.
Nach über einem Jahr Projektlaufzeit konnte der MOPPEL mit einer 80x25-Zeichen-Grafikausgabe für einen BAS-Monitor, bis zu 32 kB RAM, einem lizenzierten CP/M-Betriebssystem auf Diskette und einem BASIC-Interpreter ausgestattet werden. Die Materialkosten des Vollausbaus beliefen sich auf über 2000 DM.

## Artikel
Die Veröffentlichungen erschienen in folgenden ELO-Heften:
- 1982/8: Das modulare Prozessor-Programm der ELO
- 1982/9: MOPPEL in Aktion
- 1982/10: Das Kleinhirn für den MOPPEL (Der Monitor in drei Varianten)
- 1982/10: Die Zeit liegt in der Luft (Auswertung des DCF77-Zeitzeichensignals)
- 1982/11: Eine Behausung für den MOPPEL
- 1982/12: MOPPEL mausert sich
- 1983/1: PROMMER und Drucker für den MOPPEL
- 1983/2: MOPPELS "weiche" ASCII-Tastatur
- 1983/3: Video-Interface: Schaltung mit Fernblick
- 1983/4: Video-Interface: Schaltung mit Fernblick
- 1983/5: Weitblickende Software
- 1983/6: Die Basis für BASIC
- 1983/7: BASIC für Beginner
- 1983/7: Der MOPPEL-Videomonitor unter der Lupe
- 1983/8: BASIC für Beginner
- 1983/8: Der MOPPEL-Videomonitor unter der Lupe
- 1983/9: BASIC für Beginner
- 1983/10: Das Anzpafen von Mikrocomputern
- 1983/12: BASIC für Beginner (Schachcomputer, Bundesligatabelle, Vokabeln lernen, Skatabrechnung)
- 1984/1: BASIC für Beginner (Rechenregeln)
- 1984/2: BASIC für Beginner (Netzteil Optimierung, Schallplattenarchiv)
- 1984/3: Wohldosierte Zeitpartikel (Timer-ICs)
- 1984/3: Bits im Gänsemarsch (Serielle Übertragung)
- 1984/4: Einzeln aus- und einsteigen
- 1984/5: Bits im Gänsemarsch
- 1984/6: Daten vom laufenden Band (Programmaufzeichnung auf Kompaktkassetten)